# فالک هوفمان
فالک هوفمان (انگلیسی: Falk Hoffmann؛ زادهٔ ۲۹ اوت ۱۹۵۲) شیرجه‌رو اهل آلمان بود.